# Копаницы (Ленинградская область)
Копаницы — деревня в Нежновском сельском поселении Кингисеппского района Ленинградской области.

## История
Впервые упоминается в Писцовой книге Водской пятины 1500 года как деревня Копаница на реце на Систи в Каргальском погосте Копорского уезда.
Затем как деревня Kopanitza by в Каргальском погосте (западной половине) в шведских «Писцовых книгах Ижорской земли» 1618—1623 годов.
На карте Ингерманландии А. И. Бергенгейма, составленной по шведским материалам 1676 года, она обозначена как деревня Kopponits.
На шведской «Генеральной карте провинции Ингерманландии» 1704 года — как Kopanitz.
Как деревня Копаницы она обозначена на карте Ингерманландии А. Ростовцева 1727 года.
Деревня Копаницы упоминается на карте Санкт-Петербургской губернии Я. Ф. Шмидта 1770 года.
На карте Санкт-Петербургской губернии Ф. Ф. Шуберта 1834 года обозначена деревня Копанец и при ней мыза Помещика Милашевича.

КОПАНИЦА — деревня принадлежит супруге чиновника 4 класса Милашевича, число жителей по ревизии: 31 м. п., 37 ж. п. (1838 год)

В пояснительном тексте к этнографической карте Санкт-Петербургской губернии П. И. Кёппена 1849 года она записана как деревня Koppena (Копаница) и указано количество её жителей на 1848 год: ижоры — 34 м. п., 36 ж. п., всего 70 человек.
Как деревня Копаницы она упомянута на карте профессора С. С. Куторги 1852 года.

КОПАНИЦЫ — деревня вдовы чиновника 4-го класса Малашевичевой, 10 вёрст по почтовой, а остальное по просёлкам, число дворов — 11, число душ — 40 м. п. (1856 год)

КОПАНИЦЫ — деревня, число жителей по X-ой ревизии 1857 года: 49 м. п., 40 ж. п., всего 89 чел.

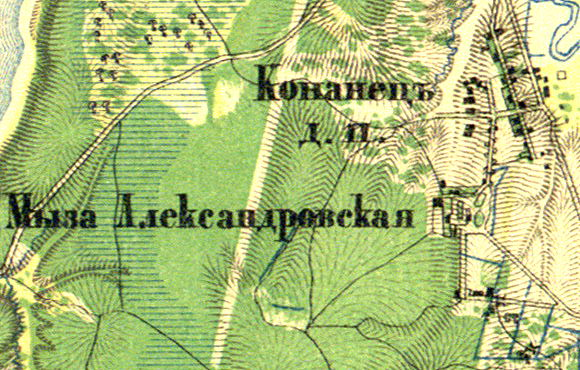
Деревня Копаницы на карте 1860 года

Согласно «Топографической карте частей Санкт-Петербургской и Выборгской губерний» в 1860 году деревня называлась Копанец и состояла из 11 дворов, к югу от неё находилась мыза Александровская.

КОПОНИЦЫ — деревня владельческая при реке Систе, число дворов — 17, число жителей: 43 м. п., 34 ж. п. (1862 год)

В 1869 году временнообязанные крестьяне деревни Копанец выкупили свои земельные наделы у Е. Г. Милашевич и стали собственниками земли.

КОПАНИЦЫ — деревня, по земской переписи 1882 года: семей — 20, в них 60 м. п., 54 ж. п., всего 114 чел.

Сборник Центрального статистического комитета описывал её так:

КОПОНЕЦЫ (КОПОНЕЦ) — деревня бывшая владельческая при реке Систе, дворов — 18, жителей — 92; Лавка. (1885 год)

По земской переписи 1899 года:

КОПАНИЦЫ — деревня, число хозяйств — 22, число жителей: 53 м. п., 61 ж. п., всего 114 чел.;
 разряд крестьян: бывшие владельческие; народность: русская — 6 чел., финская — 108 чел.

В конце XIX — начале XX века деревня административно относилась к Стремленской волости 2-го стана Ямбургского уезда Санкт-Петербургской губернии. Население деревни было исключительно ижорским.
По данным «Памятной книжки Санкт-Петербургской губернии» за 1905 год деревня называлась Копоницы.
С 1917 по 1924 год деревня Копаницы входила в состав Копаницкого сельсовета Котельской волости Кингисеппского уезда.
С 1925 года в составе Райковского сельсовета.
Согласно данным переписи населения СССР 1926 года в деревне Копаницы проживали 114 человек, большинство ижоры, а также русские.
С 1927 года в составе Котельского района.
В 1928 году население деревни Копаницы также составляло 114 человек.
С 1931 года в составе Кингисеппского района.
По данным 1933 года деревня Копаницы входила в состав Райковского сельсовета Кингисеппского района.

План деревни Копаницы. 1938 год

Согласно топографической карте 1938 года деревня называлась Копаница и насчитывала 32 двора, в деревне была церковь.
Деревня была освобождена от немецко-фашистских оккупантов 30 января 1944 года.
С 1954 года в составе Павловского сельсовета.
С 1958 года в составе Нежновского сельсовета. В 1958 году население деревни Копаницы составляло 82 человека.
По данным 1966, 1973 и 1990 годов деревня Копаницы также входила в состав Нежновского сельсовета.
В 1997 году в деревне Копаницы проживали 14 человек, в 2002 году — 21 человек (русские — 95 %), в 2007 году — 15.

## География
Деревня расположена в северо-восточной части района на автодороге 41К-598 (Малое Райково — Копаницы).
Расстояние до административного центра поселения — 4 км.
Расстояние до ближайшей железнодорожной станции Котлы — 15 км.
Деревня находится на левом берегу реки Систа.

## Демография
| 1862 | 2007 | 2010 | 2017 |
| ---- | ---- | ---- | ---- |
| 77   | ↘15  | ↘14  | ↘5   |

### Национальный состав
Согласно данным Всероссийской переписи населения 2021 года в деревне проживал 21 человек, все русские.